# Клаус, Михаэль Людвиг
Михаэль Людвиг Клаус (нем. Michael Ludwig Claus; 6 декабря 1724, Данциг, Корона Королевства Польского — 24 июня 1773, Ревель) — русско-немецкий художник-портретист. 

## Биография
Родился в 1724 году в Данциге. Не позднее 1760 года перебрался в российский Ревель (ныне Таллин, Эстония), где работал в качестве художника-портретиста. Заказчиками Клауса выступали представители влиятельных семей русско-немецкого (остзейского) дворянства: Кошкули, Розены, Штакельберги.
Несколько портретов представителей баронской семьи Розен хранятся в собрании Государственного Русского музея в Санкт-Петербурге, портрет Андреаса Людвига фон Розена — в Одесском художественном музее.
Скончался Клаус в 1773 году в Ревеле.

## Галерея
- Барон Андреас Людвиг фон Розен, Одесский художественный музей
- Генерал-поручик барон Ф.-Г. фон Розен (1715—1779) в мундире по армейской пехоте, 1768
- Баронесса Мария Степановна фон Розен (урождённая Тарновская; 1721—1797), жена предыдущего. Государственный Русский музей (ГРМ)
- Барон Фридрих Густав (Фёдор) фон Розен (1740—1817), сын предыдущих, в мундире Рязанского пехотного полка.
- Барон Густав Эрик фон Розен (1718—1785), действительный статский советник, эстляндский ландрат, 1768, ГРМ
- Карл Рейнгольд фон Кошкуль, офицер Лейб-гвардии Преображенского полка (?)
- Пётр Август Фредерик фон Кошкуль (1763—1827), сын Карла Рейнгольда, в возрасте семи лет, 1770
- Баронесса Штакельберг, урожденная Баранова, 1766